# 朱彦泥
南安王朱彦泥（1480年代—16世纪），號古巖，明朝岷簡王朱膺鉟庶次子。

## 生平
弘治元年（1488年）四月作为岷世子之子得赐名。
弘治十年（1497年）十一月，明孝宗御奉天殿，传诏遣陽武侯薛倫、懷寧侯孫泰、會昌侯孫銘、永順伯薛勛、成安伯郭寧、廣寧伯劉佶、清平伯吳琮、武平伯陳勛、興安伯徐盛、豐潤伯曹愷、懷柔伯施瓚、武進伯朱潔、工部左侍郎曾鑑、通政使司左通政毛倫持節充正使，尚寶司卿楊泰、鴻臚寺左少卿孫繩、吏科左給事中魏玒、戶科給事中李祿、刑科右給事中王洧、中書舍人陳瑞、張克恭、戶部郎中張濂、王琰、兵部員外郎李浩、刑部郎中趙寬、員外郎于鳳喈、主事童琥、工部郎中張壽充副使，冊封朱彥泥為南安王。
湖廣巡按御史馬紀、何鰲前後提及岷府及南安王府勾補校尉擾民，嘉靖三年（1524年）四月，兵部覆議得旨，下达撫按官勘報，詔从此校尉聽於本府，軍餘、僉補不得擅自僉民戶，要朱彥泥和兄长岷靖王朱彥汰务必遵守。
朱彥泥因被朱彥汰浸凌而怀恨，奏其忤逆不孝、欺誑朝廷等事；朱彥汰亦奏稱朱彥泥勾结苗人劫财、殺人害眾、奸淫內亂、大傷國体、不服鈐束等罪。明世宗命司禮監左少監李瓚、大理寺左少卿徐文華、錦衣衛署都指揮使王佐前去调查，上报情狀，都察院覆議认为两人举报都属实，難以輕縱。嘉靖四年（1525年）閏十二月，世宗认为朱彥泥奸貪淫縱、殘忍不仁、殺人害眾、有虧倫理，王妃李氏慘毒兇悖、肆意荒淫、有玷宗室，都革封爵，由湖廣鎮巡等官押送往凤阳高墻；朱彥汰也革爵；并賜書各王告知。
嘉靖五年（1526年）五月，朱彥泥夫妇请求让子女朱譽栐等隨住。都察院左都御史也提出同样问题及是否收回册宝仪仗服色，及查出朱彥泥赃款三萬餘兩已经没入官府后，其他財物是否准其带去凤阳。世宗下旨收回册宝仪仗服色，多余财产准其带去凤阳，交禮官商議朱譽栐等是否隨住。礼部认为按先例，朱彥泥革爵前所生的未成年子女是無罪之人，如果住在罪人之地，將來難以請封，应该仍留岷王府；朱彦泥以后在高墻所生的子女为庶人，不得请封，只需要酌量提供婚嫁之资。世宗下旨朱譽栐等仍留本府，責令朱彥汰等親屬撫养。
嘉靖二十七年（1548年）四月，因朱彥泥老病，鎮國將軍朱譽栐经由堂兄岷康王朱誉荣上奏，为父陈情，请求釋放朱彥泥回岷国，说如果不同意，愿意放弃爵位进入高墻供养。世宗认为朱彥泥罪重，且没有进入高墻供养父亲的例子，没有同意朱譽栐的所有请求。
朱彦泥六十五岁去世。

## 子孫
- 長子：鎮國將軍朱譽栐，字傾修，號友泉[1]
  - 第一子：朱定𤏳，號石坡[1]
    - 第一子：朱幹𡍎[1]
      - 第一子：朱企鈁[1]
      - 第二子：朱企鍔[1]
      - 第三子：朱企錠[1]
      - 第四子：朱企鍺[1]
      - 第五子：朱企⿰金急[1]
      - 第六子：朱企⿱鈱心[1]

    - 第二子：朱幹⿱𱖑木[1]
      - 第一子：朱企𨥌[1]
      - 第二子：朱企鏏[1]

    - 第三子：朱幹𡿊[1]
      - 第一子：朱企鈈[1]
      - 第二子：朱企欽[1]
      - 第三子：朱企鉢[1]
      - 第四子：朱企鐝[1]
      - 第五子：朱企鉥[1]

    - 第四子：朱幹𨾱[1]
      - 第一子：朱企⿰金窄[1]
      - 第二子：朱企銘[1]
      - 第三子：朱企鑡[1]
      - 第四子：朱企錥[1]

    - 第五子：朱幹城[1]
      - 第一子：朱宜簡[1]
      - 第二子：朱實簡[1]

    - 第六子：朱幹坒[1]
      - 第一子：朱企鈯[1]
        - 第一子：朱禋澼[1]

  - 第二子：朱定烷，號玉園[1]
  - 第三子：朱定炳，號玉齋[1]
    - 第一子：朱幹𪣹[1]
      - 第一子：朱企鈡，字維垣[1]
        - 子：朱禋瀎[1]
          - 子：朱雍簡[1]
            - 子：朱崇禮[1]
              - 子：朱理坽[1]
                - 子：朱原錡[1]
                  - 第一子：朱諮漢，監生[1]
                  - 第二子：朱諮泗，生員[1]

      - 第一子：朱企鎡[1]

    - 第二子：朱幹𪏀[1]
      - 第一子：朱養五[1]
      - 第二子：朱敬祥[1]

  - 第四子：朱定煏，字玉坤[1]
    - 第一子：朱幹雖[1]
      - 第一子：朱企鏆[1]
      - 第二子：朱企鉤[1]

    - 第二子：朱幹腔[1]
    - 第三子：朱幹𨿫[1]

  - 第五子：朱定炩，子悟玉[1]
    - 第一子：朱幹𮌲[1]
      - 第一子：朱企鉋[1]
      - 第二子：朱企鋗[1]
      - 第三子：朱企鏸[1]

    - 第二子：朱幹錘[1]
      - 第一子：朱企⿰金𪥤[1]

    - 第三子：朱幹踛[1]
      - 第一子：朱萬福[1]

    - 第四子：朱幹起[1]
    - 第五子：朱幹趨[1]
    - 第六子：朱幹屋[1]
      - 第一子：朱企𨩇[12]，一作「朱企楠」[1]
      - 第二子：朱企鎬[1]
      - 第三子：朱企鋡[1]

  - 第六子：朱定𤌏[12]，號模齋，一作「朱定滃」[1]
    - 第一子：朱幹𦝪[1]
      - 第一子：朱企錬[1]
      - 第二子：朱企⿰金𤽊，崇禎甲申拔貢，武庫司主事[1]
      - 第三子：朱企⿰金鄰[1]
      - 第四子：朱企䤼[1]
      - 第五子：朱企𨨣[1]
      - 第六子：朱企鎭[1]

    - 第二子：朱幹桂[1]
      - 第一子：朱企鐭，號二酉[1]
        - 第一子：朱菌[1]

      - 第二子：朱企銋[1]
      - 第三子：朱企鈧[1]
      - 第四子：朱企鎬[1]
      - 第五子：朱企𫒗[1]

    - 第三子：朱幹䶍[1]
      - 第一子：朱企銓[1]
      - 第二子：朱企𰦑[1]
      - 第三子：朱企鐏[1]
      - 第四子：朱企𨩿[1]

    - 第四子：朱幹堤[1]
      - 第一子：朱企錿[1]
      - 第二子：朱企金[1]
        - 第一子：朱禋治[1]

    - 第五子：朱幹咥[1]
      - 第一子：朱企鉄[1]
      - 第二子：朱企錯[1]
      - 第三子：朱企⿰金昂[1]
      - 第四子：朱企𨥰[1]

    - 第六子：朱用明，州學生[1]
      - 第一子：朱望[1]
      - 第二子：朱蘭如[1]
      - 第三子：朱企鎭[1]

    - 第七子：朱德明，生員[1]
      - 第一子：朱企鈺[1]

    - 第八子：朱昌明，生員[1]

  - 第七子：朱定𤍤，號升齋[1]
  - 第八子：朱定秌，字玉和[1]
  - 第九子：輔國將軍朱定灼，字柏林，號南樵[1]
    - 第一子：朱幹？[1]
      - 第一子：朱企䤶[1]
        - 第一子：朱禋黎，字紹南，州學生[1]

  - 第十子：朱定⿰火⿱君天[1]
  - 第十一子：朱定熡，號南臺[1]
  - 第十二子：朱定燔，號東疇[1]
    - 第一子：朱幹坸[1]
    - 第二子：朱幹焳，生員[1]
      - 第一子：朱企釤[1]
      - 第二子：朱企⿰金卽[1]
      - 第三子：朱企鏸[1]

    - 第三子：朱幹錐，生員[1]
      - 第一子：朱企鈨[1]
      - 第二子：朱企䤞，桂王時歲貢[1]

    - 第四子：朱幹街[1]
      - 第一子：朱企鈸[1]
      - 第二子：朱企釛[1]

  - 第十三子：朱定⿰火年，號小齋[1]
    - 第一子：朱幹？[1]
      - 第一子：朱逢吉，府學生[1]
- 子：朱譽橊[1]